# Topaze (comics)
Pour les articles homonymes, voir Topaze.
Topaze (Topaz en version originale) est un personnage de fiction appartenant à l'univers de Marvel Comics. Elle est apparue pour la première fois dans Werewolf by Night #13, en janvier 1974.

## Biographie fictive
D'héritage apparemment européen et indien, Topaze est une jeune orpheline adoptée et élevée par le sorcier Taboo. Quand ce dernier lui demanda de contrôler Jack Russell le Loup-Garou, elle refusa, et Taboo la chassa.
Russell l'emmena avec lui et devint son amant. Ils eurent de nombreuses aventures ensemble, allant même jusqu'à combattre Dracula.
Plus tard, Topaze fut exploitée par le Docteur Glitternight qui lui vola une partie de son âme. Maria Russoff, la grand-mère de Jack, utilisa même le pouvoir de Topaze pour lever une armée de zombis. Finalement, la jeune femme retrouva  la quiétude spirituelle et la vieille femme se sacrifia après avoir vu qu'elle mettait son petit-fils en danger.
Topaze utilisa plus tard son don magique pour sauver Lissa, la sœur de Jack, de la malédiction lycanthropique, puis pour vaincre Glitternight et récupérer son âme.
Elle réussit aussi à détruire Méphisto, mais elle demeura prisonnière d'une autre dimension. Méphisto n'était pas vraiment mort, et Franklin Richards la libéra.
À 21 ans, son don atteignit son plein potentiel, et elle l'utilisa pour guérir Wong, l'assistant du Docteur Strange, qu'elle aida pendant un moment. Dormammu eut vent de cette alliance et il captura la jeune sorcière, qui fut libérée par le Sorcier Suprême.
Quelque temps après, elle coopéra avec Jennifer Kale et Satana pour battre des démons. Les femmes formèrent le groupe des Trois Sorcières pour protéger le monde des menaces mystiques et empêcher le vol du Livre des Ombres gardé par la famille Kale. 

## Pouvoirs
- Topaze est une puissante mystique, capable d'empathie, télékinésie, et psychokinésie.
- Elle peut réduire ou augmenter les émotions d'autrui, transmettre son énergie vitale et soigner les maladies. Elle peut absorber la peur, la haine et la douleur de ses alliés.
- En tant qu'assistante de sorciers, elle les aide à canaliser la magie et à être donc plus puissants.